# Martin Krpan z Vrha
Martin Krpan z Vrha (krajše Martin Krpan) je slovenska umetna pripovedka, ki jo je napisal Fran Levstik leta 1858, in je bila objavljena v Slovenskem glasniku. Anton Slodnjak je menil, da je Levstik s povestjo o Martinu Krpanu želel uresničiti svoj literarni program in pokazati, kakšna proza naj se piše za Slovence.
Manj znana je daljša rokopisna verzija z naslovom Kerpan z Verha v dveh poglavjih, napisana pred tisto, ki je bila objavljena v Slovenskem glasniku, in objavljena šele leta 1931 v Zbranem delu. Za objavo v Slovenskem glasniku je Levstik nekoliko spremenil prvo poglavje, drugega poglavja pa v tej objavi ni več.

## Pobude za nastanek dela
K pisanju dela je Levstika spodbudilo branje Cegnarjeve pesnitve Pegam in Lambergar. Delo je imel za nezrelo, zato je kot reakcijo nanj napisal povest, ki naj bi ustrezala njegovim kritičnim  literarnim zahtevam v Popotovanju iz Litije do Čateža, ki predstavlja literarni program, in jezikovnim zahtevam v  delu Napake slovenskega pisanja, ki predstavlja jezikovni program. Levstik se je zavzemal za preporod ljudstva in izobraženstva s pomočjo izvirno zasnovane literature, ki bi zanimala oboje in bi bila združitev ljudskih literarnih izraznih in motivnih sredstev ter prosvetljenih literarnih idej, upodobljena v naravno realističnih, a psihološko poglobljenih in utemeljenih zgodbah najznačilnejših tipov takratnega socialnega življenja Slovencev. Levstik je videl in priznaval samo kmečke tipe in mislil predvsem na kmečkega bralca. To ima izvor v njegovi estetski veri, da je kmet, ki se je 1848 edini upiral fevdalizmu, edini, čeprav na videz pasivni revolucionarni element na Slovenskem. (Ko je v šestdesetih letih spoznal delavsko gibanje, je mislil drugače.) Čutil je, da se bliža konec Bachovega absolutizma, in da bo tudi v Avstriji prišlo do ustavne ureditve ter da bodo takrat kmečki volivci odločali, kdo bo zastopal narod v deželnih zborih in v parlamentu. Zato je hotel, da bi domača literatura spodbujala ljudstvo k branju in zanimanju za politična in kulturna vprašanja. Tega ni mogel pričakovati od anekdot v Novicah in od posnemanja Stifterjevih in Auerbachovih del, kar je priporočal Janežič (urednik Slovenskega glasnika), zato je v Popotovanju uporabil Janežičevo misel,  naj bo literarno delo »ogledalo domačega življenja, domačih šeg in običajev« in jo dopolnil, da je tako delo mogoče ustvariti samo v »domači besedi, v domačih mislih, na podlagi domačega življenja«, to je samo takrat, kadar literarno delo odslikava vodilne ideje svojega časa in izvira iz ljudskega socialnega življenja. Tako delo je Levstik skušal ustvariti v Krpanu, saj ga je napisal neposredno potem, ko je razglasil te misli v Popotovanju, zato je pravilna razlaga Krpana odvisna od razlage Popotovanja, oziroma od poznavanja pisateljevih literarnih in političnih nazorov v tistem času. Pri tem je pomembna tako estetska plat dela kot njegova socialnopolitična vsebina.
Mite o močnih posameznikih imajo tudi druge kulture. Ruski silak je Ilja Muromec.

## Stvarno ozadje v Levstikovem Krpanu
Po ljudskem izročilu, ki je v Pivki (Svetem Petru na Krasu) še  živo, je fiktivna domačija Martina Krpana na Sveti Trojici blizu Pivke in Postojne. (bolj verjetno iz Vrha pri Sveti Trojici na Blokah )Ta lokacija ustreza tudi detajlu v Levstikovi povesti, v katerem Krpan s kobilico sreča cesarjevo kočijo na veliki cesti nekje na Notranjskem, dve uri hoda od svoje domačije. Na tej cesti, ki je vodila v Trst oziroma v Koper, je bilo tovorništvo s soljo — obvladovali so ga Notranjci in Čiči — najbolj živahno in tam je morala tudi ljudska pripovedka o tovorniku Krpanu živeti najbolj krepko in neokrnjeno.
Postavlja se vprašanje, kako je Levstik prišel do ljudske pripovedke in z njo do epskega motiva o Krpanu. Osnove za nastanek pripovedi verjetno ležijo v ljudskem izročilu o junakih kot so Kresnik, Hudi Kljukec in Jože Štempihar; tako se Kresnik oziroma Lambergar s troglavim nasprotnikom bojuje na dunajskem viteškem turnirju, Jože Štempihar pa je za  šalo prestavljal vozove, skale ali strešno kritino, kot je Krpan prestavil kobilico s tovorom soli.
Avstrija ni dovoljevala kupovati in prodajati soli, pa tudi glede domače tržaške je odpravila monopol in uvedla prosto trgovino šele leta 1819, zato so sol do takrat tihotapili, pri čemer je večkrat prihajalo do spopadov med tihotapci ter mitničarji in nadzorniki. Po Vilfanovem mnenju bi se zgodba o Martinu Krpanu lahko navezovala na poročila iz leta 1610 o uporu srednjeveških tovornikov proti okrutnim in krivičnim najemniškim carinsko-mitninskim nadzornikom (»iblajtarjem«). Tradicija vitezov in razcvet solne trgovine tako ustrezata času okrog 17. stoletja, čeprav se je Levstik v zgodbi očitno navezoval na politične razmere svojega časa. Tovorništvo s soljo in vinom je bilo razvito tudi drugod, na primer na Dolenjskem v okolici Velikih Lašč, kjer se ljudje zaradi ilovnate in kamnite zemlje niso mogli preživljati samo s kmetijstvom. Tamkajšnji tovorniki so bili pridni in podjetni ljudje, več na poti kot doma (kakor sosednji Ribničani in Kočevarji, krošnjarji s suho robo), sol so prenašali na konjih in jo prodajali včasih za denar, navadno pa v zameno za dobro žito. Nakupovali so jo v Trstu, Kopru ali na trgu v Cerknici, jo nato tovorili čez  Bloke ter jo prodajali  po Dolenjskem, včasih pa so jo tovorili celo na Štajersko.
V Laščah je bila stalna tovorniška postojanka v gostilni pri Drakslerici, kjer so se še v Levstikovih mladih letih zbirali nekdanji tovorniki, tedaj že sivolasi možje, in pesnik jih je slišal govoriti o starih časih, kako so nosili sol iz obmorskih mest in tovorili vino. Močilar, »star siv mož« iz Močil, zaselka med Retjami in Podpoljanami, čigar pripoved služi kot okvir Levstikovi povesti, je bil verjetno eden izmed teh nekdanjih tovornikov ali pa je vsaj zajemal iz tovorniškega izročila, ki je bilo tedaj v Laščah še živo in splošna ljudska last. Od teh svojih rojakov — nekdanjih tovornikov je Levstik  dobil epski motiv o Krpanu in je posredno mogel preučevati in posnemati tudi junakovo izražanje, značaj in miselnost. Po drugi razlagi je Krpan tovoril angleško sol ali soliter, ki se je uporabljal za izdelavo razstreliva. V izdelavo razstreliva etnolog Bojan Baskar dvomi in bolj verjame, da so soliter uporabljali kot konzervans. Z vidika carinske zgodovine in primerjalne mitologije se zdi bolj verjetno, da je Krpan tovoril le navadno sol.

## Povzetek zgodbe v Slovenskem glasniku
Nekoč je živel Martin Krpan, močan in samosvoj človek. Ukvarjal se je s tihotapljenjem angleške soli, zaradi česar ga je oblast preganjala. Nekega zimskega dne, ko je Krpan tovoril sol na svoji kobilici, mu je prišel naproti voz, na katerem je bil sam cesar, ki pa ga Krpan ni prepoznal. Ker se je voz hitro bližal, je Krpan dvignil kobilico in jo brez težav prestavil, da je ne bi povozili. Cesarja je Krpanova moč presenetila, zato ga je ogovoril, nato pa se odpravil naprej. Leto dni po tem dogodku je po Dunaju začel razsajati strašen velikan Brdavs. Vabil je vse junake v boj, a ga nihče ni uspel premagati, ubil je vsakega premaganca, med njimi tudi cesarjevega sina. Takrat se je cesar spomnil na Krpana in ga dal poklicati. Ta se je odzval in prišel na Dunaj, kjer je s svojo močjo osramotil cesarjevo orožarno in konjušnico, saj se mu je vsako orožje, ki ga je prijel, zdrobilo v rokah. Za boj z Brdavsom je posekal najlepšo lipo na dvornem vrtu in se s tem zameril cesarici - a si nazadnje le priskrbel orožje in dal privesti z Vrha svojo kobilico, s katero sta šla nato v boj. Martin Krpan je Brdavsu z lahkoto odsekal glavo. Za nagrado je dobil dovoljenje za tovorjenje angleške soli in vrečko zlatnikov ter se zadovoljno odpravil domov.

## Povzetek zgodbe v rokopisu
V rokopisu se zgodba že v prvem poglavju, to je do Krpanovega odhoda z Dunaja, razlikuje od tiste v Slovenskem glasniku v tem, da so v rokopisu bolj poudarjene slabe lastnosti cesarice, v objavljeni verziji pa slabosti ministra Gregorja.   
V drugem poglavju se s Krpanovo vrnitvijo domov njegove težave šele začnejo. Cesarica, jezna na Krpana, prepriča cesarja, da pošlje za njim lovca Andreja Kočevarja. Z izbiro imena Kočevar naj bi Levstik namigoval na kočevske Nemce, ni pa izključeno, da si je s tem privoščil  tudi svojega pisateljskega konkurenta Ferda Kočevarja, ki je isto leto v Novicah objavljal povest o slovenskem junaku Mlinarjevem Janezu. Kočevar z uspavalnim napitkom, ki mu ga priskrbi njegova ljubica, cesaričina kuharica Ančika Koren, Krpana ujame, ga pripelje nazaj na dvor in zapre v ječo, čez tri dni pa naj bi ga doletela smrtna kazen. Že pred tem pa je Krpan pri pritlikavem mravljinčjem cesarju Jekovcu v zameno za cesarjeve zlatnike, ki jih je dobil za nagrado, dobil čudežna pripomočka klobko niti in pilico; tako se reši, zveže stražo, obračuna z Andrejem in Ančiko ter svoboden odide domov.

## Literarni liki
- Martin Krpan, predstavnik dobrega in naravnega kmečkega sveta, človek velike telesne in umske  moči, ki je  s svojim robatim in bistrim ponosom kos zvijačnosti višje gospode.
- Cesar, predstavnik gosposke, eden redkih na dvoru, ki se do Krpana obnaša kot do sebi enakovrednega, ne kot do podložnika.
- Cesarica, predstavnica gosposke, je zvijačna in zamerljiva; potem ko Krpan ubije Brdavsa in s tem reši avstrijski dvor in Dunaj, se ga želi z očitki zaradi posekane lipe in količine hrane in pijače, ki jo Krpan porabi, čim ceneje znebiti.
- Minister Gregor, predstavnik dvora in zadrte administracije, na videz v skrbi za državo, a se izkaže, da le za svoj položaj ministra, saj se ukloni cesarju in napiše dovoljenje za trgovanje s soljo, ki ga potem podpiše in zapečati cesar. Podcenjevanje Krpana izrazi s tem, da ga cesarju predlaga za dvornega norca.
- Brdavs, predstavlja grožnjo tujega osvajalca, je simbol močnega, neusmiljenega sovražnika, v ilustriranih izdajah navadno upodobljen kot Turek.

## Snov in motivi
Za snov povesti je Levstik izbral danes neznano dolenjsko-notranjsko pripovedko iz tovorniškega izročila o boju med preprostim, toda prebrisanim človekom in orožja vajenim plemičem velikanom, ki izziva na boj. Po snovi in motivih sta v našem ljudskem pesništvu Levstikovemu Krpanu najbližji pesem Pegam in Lambergar, podoba viteško-plemiškega boja, in kmečko-plebejska inačica tega boja v pripovedkah o Petru Klepcu in hudem Kljukcu. 
O »kranjskem Erkulu« (Herakleju) Štempiharju iz Olševka nad Kranjem sta pisala Ravnikar-Poženčan in Matija Valjavec v časopisu Slovenija leta 1848. Valjavčeva pripoved o tem, kako se je ta tobačni tihotapec otresel šestih mejačev, je bila Levstiku najbrž navdih za prizor, v katerem nam pripoveduje, kako je Krpan odgnal petnajst mejačev.
Beseda brdavs med Notranjci  pomeni  velikega, neotesanega in hudega moža. Prevzeta je iz srednje visoko nemške besede  burdūz in pomeni 'romarska palica', ta pa je izposojena iz latinske besede burdus, ki pomeni 'mezeg'. Slovenski pomenski razvoj je podoben kot v slovenski besedi kràmp, to je 'vrsta orodja', in pomeni neokretnega človeka.
Levstiku je bila beseda brdavs tako všeč, da je nalagal svoje prihranke v hranilnico pod imenom Štefan Brdavs.
Prizor izbiranja konja na dunajskem dvoru in izbire lipovine je mogoče primerjati s podobnim prizorom v epskih pesmih o kraljeviču Marku. 
Levstik ni hotel pasivno posnemati ljudskega izročila, zato je ljudsko snov v svoji povesti popolnoma preustvaril. Napisal je vsebinsko samostojno zgodbo o Krpanovem srečanju s cesarjem, o prošnji za pomoč in Krpanovi pripravljenosti pomagati cesarju v stiski, o pripravljanju primernega orožja za boj, o Krpanovem boju z Brdavsom, o plačilu za uslugo in obračunu z nasprotniki na dvoru.

## Sporočilo, simbolni pomen in interpretacije
Bolj raznoliki in manj usklajeni so odgovori na vprašanje, kaj je pravzaprav hotel Levstik z Martinom Krpanom Slovencem sporočiti. Njegov sodobnik Josip Stritar je bil prepričan, da je hotel pokazati na ljudskega kreativnega genija, ki je prav okoli Velikih Lašč na Dolenjskem še posebej veder, živ, bister, gibčen, zdrav, dober in šaljiv, tak kot Martin Krpan. 
Zaradi Levstikove kritične in politične miselnosti ter neobjavljenega drugega poglavja, v katerega naj bi pisatelj položil svojo misel o nehvaležnosti avstrijske vladne gospode, je Slodnjak Krpana razlagal kot hoteno politično satiro. Sprva ga je povezoval z letom 1848, češ da Levstikov Krpan zahteva s pismom (dovoljenjem za trgovanje s soljo) ustavo.  Kasneje je ta politični simbol umaknil, obdržal pa je simbolni pomen Krpana za slovenski narod: v Krpanu naj bi Levstik pokazal tragiko slovenske zgodovine, vendar obenem tudi spomnil na narodovo moč in ga tako navdušil za novo življenje.
Tudi Paternu Krpanu pripisuje hoteno politično idejo.
Aleksander Zorn meni, da simbol slovenskega naroda lahko postane samo junak, ki za nagrado zahteva svobodno trgovanje, ne pa junak, ki bi za rešitev cesarstva dobil cesarično. Z junakom se po njegovem tudi odpre razlika ljudsko : umetno.
Po mnenju Jožeta Pogačnika ima junak zgodbe moč, ki jo posoja za tuje koristi, za sebe pa si izgovarja drobne pravice. Krpan mu pomeni podobo nezavedne moči, ki še nima volje, da bi prosto razpolagala sama s seboj. Ko usoda avstrijskega cesarstva visi na nitki, ker je Brdavs uničil vse viteze in tudi cesarjevega sina, je edini up, ki preostane, nenavadna Krpanova moč, na katero cesarja spomni njegov kočijaž. Krpan v dvoboju Brdavsa premaga, s tem reši cesarstvo, kar naj ne bi bilo v interesu bolj zavednega slovenskega človeka. Interesi avstrijske države naj ne bi bili istovetni z interesi enega od slovanskih narodov v tej državi, tako stanje naroda pa je s Krpanovo zmago podaljšano.
Levstik polaga v Krpanova usta tudi tako izjavo: »Moje otepanje z Brdavsom vem, da je imena vredno. Kaj se zna? Morda bodo postavači še celo skladali pripovedovavke in pesmi, da se bo govorilo, ko ne bo vas ne mene kosti ne prsti, če ne bo magister Gregor dal drugače v bukve zapisati.« 
Ta izjava pomeni, da je pravo pomnjenje edino ljudski (kolektivni) spomin, uradna zgodovina je potvorba, ki služi pragmatičnim ciljem, v resnici pa je večinoma daleč od resničnega toka stvari. Levstik s to Krpanovo izjavo ni dal samo nove opore za svojo pripadnost narodno-folkloristični smeri, ampak se je dvignil tudi do visoke kritične zavesti, ki je imela svoj pragmatistični in politični pomen.
Tako v objavljeni kot v rokopisni redakciji gre za pripoved o nehvaležnosti gospode do ljudstva, ki pa se konča z zmago in zadoščenjem ljudskega junaka. 
Simbolni pomen Krpanove zgodbe za Slovence izhaja iz koristi, ki si jo z zmago na Dunaju pridobi Krpan, to je iz dovoljenja za trgovanje s soljo. Krpan je kot zastopnik Slovencev svojim ljudem priskrbel ugodne pogoje za ekonomsko blagostanje. Sam se s kmečkimi deli ni veliko ukvarjal; medtem ko trguje po svetu, doma gospodari njegova sestra. Preko Krpana smo Slovenci najprej ilegalni, potem pa že licencirani tovorniki in trgovci. Zgodba o pridobitvi trgovskega in tovorniškega privilegija oz. legalizaciji tihotapstva je bralcem najbrž godila nekako tako, kot nam je danes všeč slovenska "zgodba o uspehu".
Po mnenju Slodnjaka je Stritar prezrl kritičnost, ki je bila pri Levstiku skoraj vedno prevladujoča lastnost. Delo je napisal, da bi izrazil neko spoznanje  o narodu. V rokopisu je Levstikova kritična misel močnejša kakor fabulativna, v drugi, predelani verziji, objavljeni v Slovenskem glasniku, pa je omilil kritiko dunajskega dvora, zlasti cesarice, zaostril pa Krpanov obračun z ministrom Gregorjem. Po tem obračunu naj bi bralec spoznal prvotno idejo, na podlagi katere je hotel Levstik ob ugodni priložnosti nadaljevati povest, a tega ni doživel. Po Slodnjakovem mnenju prvega zapisa Krpana ne smemo presojati kot nekaj, kar bi Levstik hotel z drugim zapisom opustiti ali celo preklicati.
Pogačnik zapiše,da je Levstik sprejel koncept, po katerem naj bi bilo celotno književno ustvarjanje podrejeno narodno-konstruktivni usmeritvi. Krpan je snovno in motivno izšel iz take usmerjenosti, zato ima tudi poudarjeno folklorno izhodišče. Zgodba je položena v usta vaškega očanca; s tem je bila dobljena naivna perspektiva, v kateri sta obdelana dva svetova: kmečki in gosposki.
Paternu opozori na to, da je Martina Krpana možno brati zgodovinsko ali nezgodovinsko, lahko pa obe recepciji sovpadata. Razlogi za to so v strukturi dela, ki združuje mitično in literarno pripoved v funkcionalno povezan organizem. V delu opazi dvojnost mitičnega in družbenega mišljenja, dvojnost nadčasovne domišljijske igre in aktualne politične misli.
Miha Mazzini v eni svojih kolumn pokaže na nerazumno nepripravljenost junaka kot posameznika pridobiti si boljši družbeni in ekonomski položaj; po njegovem mnenju gre za izrazito družbeno nemobilnost. V kasnejši kolumni pa zapiše, da gre za junaka po meri gospodarja:
"Martin Krpan ni naša uresničena želja, marveč cesarjeva: nikjer ga ni, ko pa ga visočanstvo potrebuje, se pojavi, uredi problem in izgine v nič. Prekarni delavec, ki opravi svoje za najmanjše mogoče plačilo."

## Literarne obdelave
Govekarjeva dramatizacija Krpana z naslovom Martin Krpan iz leta 1905 ni drama v navadnem smislu, ampak dramatska pripovedka v petih dejanjih, v kateri so le posamezni prizori v psihološki in logični zvezi, in pri kateri je publiko privabljala živa kobila na odru. Na dramatizacijo se  je leta 1907 odzval Ivan Cankar z obsežnim kritičnim esejističnim delom Krpanova kobila, v katerem je kritiziral gledališče za ljudstvo. 
Levstikov Martin Krpan je bil podlaga še za druge literarne obdelave dela. Leta 1909 je bila na Štajerskem v Narodnem listu v več nadaljevanjih objavljena  "zgodovinska povest iz 16. stoletja" Martin Močan Roberta Košarja. V povesti se Martin leta 1510 pod poveljstvom viteza Lamberga bori s turškim brdavsom Barbaroso in ga premaga. Košar je pri svojem junaku spremenil lastnosti, ki so ga pri Levstikovem verjetno motile. Martin Močan je za razliko od Krpana resen in zaradi verske gorečnosti tako vnet za boj s sovražnikom, da ga mora habsburška oblast brzdati. Bolj kot Krpan se zanima za ženske in se na koncu tudi poroči. V reviji Obzorja je v letniku 1937/38 izšla zgodba Martin Krepek Ivana Potrča, ki pa z Levstikovim junakom nima nobene prave zveze več; glavna oseba je namreč garaški gorjanski kmet, ki na sejmu pri igri izgubi denar od prodane živine. Krpanovega junaštva in samozavesti ni več, ostane samo slovensko stereotipno globoko neskladje med etično glavno osebo in pokvarjenim svetom. Medtem ko je bil Levstikov Martin bolj predstavnik tovornikov (trgovcev, tj. meščanov) kot kmetov, je Potrčev Martin v skladu z mitom o ruralnem značaju Slovencev spet samo kmet. Tudi "lirična groteska" Junaštva slamnatega Krpana (Trst, 1965) Leva Detele je kritična do Levstikovega junaka. Potrčev Krepek po izgubi denarja skoraj naredi samomor, Detelov Krpan pa se zares obesi.
Od leta 1917, ko je Krpan izšel v otroški zbirki z ilustracijami Hinka Smrekarja, ga uvrščajo v mladinsko literaturo in je sedaj dostopen tudi v obliki slikanice, stripa, lutkovne igrice, animiranega filma in na nosilcih zvoka in slike. http://rtvslo.si/kultura/film/prvi-slovenski-superjunak-martin-krpan-dobi-se-animirani-film/436708

## Pomen dela za slovensko književnost
S Popotovanjem in Krpanom je Levstik dosegel svoj umetniški vrhunec, na katerega se s poznejšim delom ni več povzpel. Z njima je dal veljavne in trajne vrednote besedne umetnosti v slovenski leposlovni prozi in odločilno posegel v nastajanje nove leposlovne kulture s tem, da je usmeril stremljenje mladih pisateljev, utemeljil kritiko, potrebnost in vrednost leposlovne proze, s čimer je poglobil nasprotja med staroslovenci in mladoslovenci.
Paternu zapiše, da je pripovedka preživela dobo svojega pisca predvsem zato, ker se je zmogla umetniško vzpostaviti in zaživeti tudi zunaj te dobe.
Hladnik je mnenja, da je bila za slovensko leposlovno književnost razvojno bolj kot Levstikova povest pomembna vajevska proza, ki je nastajala celo v opoziciji Levstikovim literarnim načrtom in ji slovenska literarna zgodovina posveča ustrezno veliko prostora.

## Izdaje
Zaradi uvrstitve Martina Krpana v mladinsko književnost je bilo delo deležno številnih izdaj. Navedene so prva izdaja zbranega dela in ilustrirane izdaje.
- Frana Levstika zbrano delo ; Popotovanje iz Litije do Čateža ; Krpan z Vrha ; Martin Krpan z Vrha ; Deseti brat. Jugoslovanska knjigarna, Ljubljana 1931. (COBISS)
- Martin Krpan z Vrha. Nova Založba, Ljubljana 1917. Podobe naslikal Henrik Smrekar. (COBISS)
- Martin Krpan z Vrha pri sveti Trojici. Ljudska Tiskarna, Ljubljana 1943. Ilustriral Lojze Perko. (COBISS)
- Martin Krpan z Vrha. Mladinska knjiga, Ljubljana 1954. Ilustriral Tone Kralj (COBISS)
- Martin Krpan. Ciciban, Ljubljana 1964. Narisal Ive Šubic. (COBISS)
- Martin Krpan. Mladinska knjiga, Ljubljana 1977. Ilustriral Marjan Amalietti. (COBISS)
- Martin Kerpàn z Verha. Mladinska knjiga, Ljubljana 1981. Upodobil Boris Kobe. (COBISS)
- Martin Krpan z Vrha. Založništvo tržaškega tiska, Trst 1981. Risal Bard Iucundus [Leobard Oblak]. (COBISS)
- Martin Krpan. Založništvo tržaškega tiska, Trst 1983. Originalne ilustracije Klavdij Palčič. (COBISS)
- Martin Krpan. Littera, Ljubljana 1996. Ilustriral Iztok Križan. (COBISS)
- Martin Krpan. Taj, Ljubljana 1996. Narisal Anton Repnik. (COBISS)
- Martin Krpan. Dan, Ljubljana 1997. Strip po povesti Frana Levstika narisal Miki Muster. (COBISS)
- Martin Krpan z Vrha. Delo, Ljubljana 1999. Ilustracije in oblikovanje Suzana Bricelj. (COBISS)
- Martin Krpan z Vrha: I. in II. del. Prešernova družba, Kranj 2009. Ilustrirala Igor Ribič in Andrej Potrč. (COBISS)

## Prevodi v tuje jezike
- srbski: Martin Krpan, 1939 (COBISS)
- hrvaški: Martin Krpan, 1949 (COBISS)
- slovaški: Martin Krpan z Vrhcu, 1950 (COBISS)
- esperanto: Martin Krpan z Vrha, 1954 (COBISS)
- angleški: Martin Krpan, 1960 (COBISS)
- nemški: Martín Krpán, 1960 (COBISS)
- madžarski: Martin Krpan, 1963 (COBISS)
- makedonski: Martin Krpan, 1965 (COBISS)
- italijanski: Martin Krpan, 1983 (COBISS)
- ruski: Martin Krpan: slovenskaja narodnaja povest´, 2001 (COBISS)
- švedski: Martin Krpan från Vrh, 2004 (COBISS)
- japonski: Marutein Kurupan, 2006, prevedel Shouzou Tahara, naslovnica in kolofon, besedilo